# العلاقات اليابانية الجورجية
العلاقات اليابانية الجورجية هي العلاقات الثنائية التي تجمع بين اليابان وجورجيا.

## مقارنة بين البلدين
هذه مقارنة عامة ومرجعية للدولتين:
| وجه المقارنة                                              | اليابان         | جورجيا                          |
| --------------------------------------------------------- | --------------- | ------------------------------- |
| المساحة (كم2)                                             | 377.97 ألف      | 69.70 ألف                       |
| عدد السكان (نسمة)                                         | 126.79 مليون    | 3.72 مليون                      |
| الكثافة السكانية (ن./كم²)                                 | 335.45          | 53.37                           |
| العاصمة                                                   | طوكيو           | تبليسي، كوتايسي                 |
| اللغة الرسمية                                             | اللغة اليابانية | اللغة الجورجية، اللغة الأبخازية |
| العملة                                                    | ين ياباني       | لاري جورجي                      |
| الناتج المحلي الإجمالي (بليون دولار)                      | 4.87 تريليون    | 15.16 مليار                     |
| الناتج المحلي الإجمالي (تعادل القوة الشرائية) بليون دولار | 5.18 تريليون    | 35.68 مليار                     |
| الناتج المحلي الإجمالي الاسمي للفرد دولار أمريكي          | 34.52 ألف       | 3.79 ألف                        |
| الناتج المحلي الإجمالي للفرد دولار أمريكي                 | 36.62 ألف       |                                 |
| مؤشر التنمية البشرية                                      | 0.903           | 0.754                           |
| رمز المكالمات الدولي                                      | +81             | +995                            |
| رمز الإنترنت                                              | .jp             | .ge، .გე ‏                       |
| المنطقة الزمنية                                           | توقيت اليابان   | ت ع م+04:00                     |

## منظمات دولية مشتركة
يشترك البلدان في عضوية مجموعة من المنظمات الدولية، منها:
| علم المنظمة | اسم المنظمة                   | تاريخ انضمام اليابان | تاريخ انضمام جورجيا |
| ----------- | ----------------------------- | -------------------- | ------------------- |
|             | يونسكو                        | 2 يوليو 1951         | 7 أكتوبر 1992       |
|             | الفريق المعني برصد الأرض      | ?                    | ?                   |
|             | مؤسسة التمويل الدولية         | 20 يوليو 1956        | 29 يونيو 1995       |
|             | مؤسسة التنمية الدولية         | 27 ديسمبر 1960       | 31 أغسطس 1993       |
|             | منظمة التجارة العالمية        | ?                    | 14 يونيو 2000       |
|             | الاتحاد البريدي العالمي       | ?                    | ?                   |
|             | الاتحاد الدولي للاتصالات      | 29 يناير 1879        | 7 يناير 1993        |
|             | الأمم المتحدة                 | 18 ديسمبر 1956       | 31 يوليو 1992       |
|             | البنك الدولي للإنشاء والتعمير | 13 أغسطس 1952        | 7 أغسطس 1992        |
|             | المنظمة الهيدروغرافية الدولية | ?                    | ?                   |

## وصلات خارجية
- موقع وزارة الخارجية اليابانية
- موقع وزارة الخارجية الجورجية